# شريان أدامكيويتز
شريان أدامكيويتز (بالإنجليزية: artery of Adamkiewicz (also arteria radicularis magna)‏؛ هو أكبر الشرايين النخاعية القطاعية في جسم الإنسان. سُمي الشريان بهذا الاسم تيمنًا بعالم الباثولوجيا البولوندي ألبرت وجسيتش أدامكيويتز.
توجد أسماء عدة تصف نفس الشريان، منها:
- شريان أدامكيويتز.
- شريان أدامكيويتز الجذري الكبير.[3]
- الشريان النخاعي القطاعي الكبير.
- شريان الجزء القطني للحبل الشوكي.[4]
- الشريان النخاعي الجذري القطاعي الأمامي الكبير.[5]
- الشريان النخاعي القطاعي الأمامي الكبير.[6]

عادةً ما ينشأالشريان الوربي الخلفي المتفرع من الأبهر عند مستوى الفقرات الصدرية التاسعة إلى الثانية عشر T9-T12؛ لتغذية ثلثي الحبل الشوكي السفلي عن طريق الشريان النخاعي الأمامي.

## اختلافات تشريحية
تتمتع الأوعية الدموية للحبل الشوكي بهيئة تشريحية معقدة ومتغيرة للغاية. وجدت إحدى الدراسات على 70 شخص بخصوص التغذية الدموية للحبل الشوكي الآتي:
1. ينشأ شريان أدامكيويتز أحيانًا من الشرايين القطنية.
2. ينشأ شريان أدامكيويتز في 30% من الأشخاص من الجانب الأيمن.
3. وُجد بدلًا منه شريانان نخاعيان قطاعيان أماميان في ربع الأشخاص.

في 75٪ من الأشخاص، ينشأ شريان أدامكيويتز على الجانب الأيسر من الشريان الأبهر بين الفقرة الصدرية الثامنة T8 والفقرة القطنية الأولى L1.
في بعض المؤلفات المستفيضة، تم التعرف على شريان أدامكيويتز باستخدام الأشعة المقطعية والتصوير بالرنين المغناطيسي في 466 من أصل 555 حالة (83.96%)، ووُجد أنه ينشأ من الشريان الوربي الأيسر في 384 حالة (83.3%).

## الأهمية الطبية
«الشريان الجذري الكبير لأدامكيويتز... يوفر إمدادات الدم الرئيسية إلى الجزء القطني والعجزي من الحبل الشوكي» 
في حالة تضرر أو انسداد شريان أدامكيويتز، تحدث متلازمة الشريان الفقري الامامي والتي تتصف بالآتي:
- سلس البول.
- سلس البراز.
- ضعف الوظيفة الحركية للساقين.
- عدم تضرر الإحساس إلى درجة كبيرة.

من المهم تحديد موقع الشريان عند معالجة تمدد الأوعية الدموية الأبهرية جراحيًا لمنع الأضرار التي من شأنها أن تؤدي إلى قصور الإمدادات الدموية إلى الحبل الشوكي.
من أكثر الحالات التي يشيع فيها انسداد شريان أدامكيويتز
هو معالجة بصق الدم بانصمام شرايين الشعب الهوائية.
يمكن تحديد موقع شريان أدامكيويتز بدقة باستخدام تصوير الأوعية الطبقي المبرمج.

## التسمية
سُمي هذا الشريان بذلك الاسم تيمنًا بعالم الباثولوجيا البولوندي ألبرت وجسيتش أدامكيويتز.

## روابط خارجية
- 00642 على النص التشعبي التعاوني للأشعة (CHORUS)
- A video showing the Adamkiewicz artery can be seen here: AKA finding using OsiriX